# Stefania LaVie Owen
 (juillet 2014).
Si vous disposez d'ouvrages ou d'articles de référence ou si vous connaissez des sites web de qualité traitant du thème abordé ici, merci de compléter l'article en donnant les références utiles à sa vérifiabilité et en les liant à la section « Notes et références ».
Pour les articles homonymes, voir Lavie et Owen.
Stefania LaVie Owen, née le 15 décembre 1997 à Miami, (Floride, États-Unis), est une actrice américano-néo-zélandaise.
Elle est connue pour le rôle de Puddle Kadubic dans la série télévisée Running Wilde, celui de Dorrit dans la série The Carrie Diaries et celui de Nicole, la fille d'Eldon Chance dans la série Chance.

## Biographie
Stefania Owen est née le 15 décembre 1997 à Miami. Sa mère est américaine et son père néo-zélandais. Elle a déménagé en Nouvelle-Zélande à l'âge quatre ans, s'installant à Pauatahanui, près de Porirua, au nord de Wellington.
Elle vit entre New York et Porirua, où elle étudie à Chilton Saint James School, une école privée pour filles, près de Lower Hutt.
Sa carrière démarre en 2009 avec le film de Peter Jackson, Lovely Bones. De 2010 à 2011, elle tient le rôle de Paddle Kadubic dans la série Running Wilde pour la Fox Broadcasting Company pendant treize épisodes. De 2013 à 2014, elle interprète Dorrit, la jeune sœur gothique de Carrie Bradshaw dans la série américaine The Carrie Diaries, dont la première diffusion date du 14 janvier 2013 sur la chaîne américaine The CW Television Network. La série n'a connu que deux saisons (26 épisodes) à cause d'une mauvaise audience.
Elle est apparue aussi dans le film Krampus en décembre 2015 avec Adam Scott et Toni Collette.

## Filmographie

### Cinéma
- 2009 : Lovely Bones de Peter Jackson : Flora Hernandez
- 2015 : Krampus de Michael Dougherty : Beth
- 2015 : Coming Through the Rye de James Steven Sadwith : Deedee
- 2016 : All We Had de Katie Holmes : Ruthie Carmichael
- 2019 : The Cat and the Moon d'Alex Wolff : Eliza
- 2019 : The Beach Bum de Harmony Korine : Heather

### Télévision
- 2010 - 2011 : Running Wilde (série télévisée) : Puddle Kadubic
- 2013 - 2014 : The Carrie Diaries (série télévisée) : Dorrit Bradshaw
- 2016 - 2017 : Chance (série télévisée) : Nicole Chance
- 2020 : Messiah (série télévisée) : Rebecca Iguero
- 2021 : Sweet Tooth (série télévisée) : Bear

## Voix francophones
En version française, Stefania Owen est doublée par Clara Soares dans Chance et Dorothée Pousséo dans Sweet Tooth.